# Talhar
Talhar (en ourdou : تلهار) est une ville pakistanaise située dans le district de Badin, dans le sud de la province du Sind. C'est la cinquième plus grande ville du district. Elle est située à moins de trente kilomètres au nord de la ville de Badin.
La population de la ville a été multipliée par plus de trois entre 1972 et 2017, passant de 7 696 habitants à 27 670. Entre 1998 et 2017, la croissance annuelle moyenne s'affiche à 2,8 %, un peu supérieure à la moyenne nationale de 2,4 %. Selon le recensement de 2023, la population de la ville descend un peu, à 50 981 habitants.
|            | 1972 (rec.) | 1981 (rec.) | 1998 (rec.) | 2017 (rec.) | 2023 (rec.) |
| ---------- | ----------- | ----------- | ----------- | ----------- | ----------- |
| Population | 7 696       | 12 226      | 16 438      | 27 670      | 27 231      |